# Viola organista

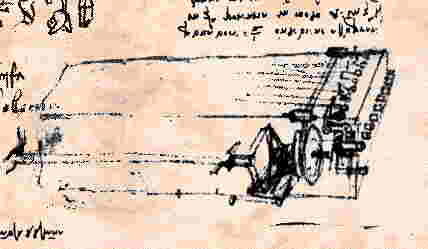
Viola organista

Viola organista a fost un instrument muzical experimental inventat de Leonardo da Vinci. Acesta a fost primul instrument cu tastatură care a fost vreodată realizat (și ale cărui dovezi scrise au supraviețuit).  
Ideea originala a lui Leonardo, așa cum s-a păstrat în caietele sale din 1488-1489 și în desenele sale din Codexul Atlanticus, era de a utiliza una sau mai multe roți, în continuă rotație, perpendiculare pe corzile instrumentului. 
Se pare că Leonardo nu a construit acest instrument. Primul instrument similar care a fost construit se numește Geigenwerk și datează din 1575, autorul fiind Hans Haiden, un inventator german de instrumente muzicale.
O reconstrucție modernă a violei organista a fost realizată de Akio Obuchi care a folosit-o în 2004 într-un concert din Genova, Italia.